# Schizotetranychus australis
Schizotetranychus australis är en spindeldjursart som beskrevs av Gutierrez 1968. Schizotetranychus australis ingår i släktet Schizotetranychus och familjen Tetranychidae. Inga underarter finns listade i Catalogue of Life.